# Габор Сагмајстер
Габор Сагмајстер (Суботица, 3. јун 1971) је српски мотоциклиста, мотокрос такмичар, вишеструки учесник у Дакар релију. Ожењен је супругом Силвијом. Има синове Ричарда и Саболча.

## Резултати
- Такмичи се од 1993. године:
- 4 пута шампион Србије у мото кросу (2001, 2005, 2007, 2009)
- 9 пута вицешампион државе
- 3 пута трећи у држави
- једном трећи на Балкану
- 10 екипних титула првака државе за Сагмајстер тим.

Учествује на Дакар релију од 2009. године. Завршио 10 релија а одустао три пута: 2012, 2015, 2019 - два пута због квара мотора а једном због прелома руке.
| година учешћа | земља такмичења             | коначни пласман у категорији | возило                        | време        | није завршио      |
| ------------- | --------------------------- | ---------------------------- | ----------------------------- | ------------ | ----------------- |
| 2009          | Аргентина,Чиле              | 89                           | KTM 690 RALLY                 | +36h 05m 21s |                   |
| 2010          | Аргентина,Чиле              | 59                           | KTM 690 RALLY                 | +26h 47m 47s |                   |
| 2011          | Аргентина,Чиле              | 64                           | KTM Rally 690 Factory Replica | +25h 21m 14s |                   |
| 2012          | Аргентина,Чиле,Перу         | DNF                          |                               |              | одустао у 5. фази |
| 2013          | Перу,Аргентина,Чиле         | 61                           | KTM 450                       | +11h 30m 22s |                   |
| 2014          | Аргентина,Боливија,Чиле     | 53                           | KTM 450 RALLY REPLICA         | +22h 12m 56s |                   |
| 2015          | Аргентина,Боливија,Чиле     | DNF                          |                               |              | одустао у 2. фази |
| 2016          | Аргентина,Боливија          | 62                           | KTM 450 RALLY REPLICA         | +19h 49m 16s |                   |
| 2017          | Парагвај,Боливија,Аргентина | 73                           | KTM 450 RALLY REPLICA         | +16h 25m 17s |                   |
| 2018          | Перу,Боливија,Аргентина     | 79                           | KTM 450 RALLY REPLICA         | +51h 30m 11s |                   |
| 2019          | Перу                        | DNF                          |                               |              | одустао у 1. фази |
| 2020          | Саудијска Арабија           | 90                           | KTM 450 RALLY REPLICA         | +30h 36m 44s |                   |
| 2021          | Саудијска Арабија           | 57                           | KTM 450 RALLY REPLICA         |              |                   |

Остале трке и резултати:
- 2008. Маратонски рели: Хунгариан Баха (6. место)
- 2010. Светски куп у маратонском релију: Абу Даби (20. место у генералном пласману од 90 такмичара, 7. у класи до 690 кубика)
- 2012. Светско првенство у маратонском релију: Абу Даби (20. место у класи до 450 кубика у конкуренцији 75 мотоциклиста)
- 2013. Светско првенство у маратонском релију: Абу Даби (11. место у класи до 450 кубика)